# Vinculaspis inclusa
Vinculaspis inclusa är en insektsart som först beskrevs av Ferris 1941.  Vinculaspis inclusa ingår i släktet Vinculaspis och familjen pansarsköldlöss.
Artens utbredningsområde är Panama. Inga underarter finns listade i Catalogue of Life.